# Gaetano Di Pierro
Gaetano Di Pierro (Orta Nova, 1º dicembre 1948) è un vescovo cattolico e missionario italiano, dal 31 ottobre 2024 vescovo emerito di Farafangana.

## Biografia
Nasce a Orta Nova, in provincia di Foggia e diocesi di Cerignola-Ascoli Satriano, il 1º dicembre 1948.

### Formazione e ministero sacerdotale
Avvia la sua formazione presso il seminario minore ad Andria, frequentando successivamente il liceo filosofico a Foligno. Entra nell'Ordine dei Sacerdoti del Sacro Cuore di Gesù (noti come dehoniani), emettendo la prima professione il 29 giugno 1965 a Foligno e la professione perpetua il 25 settembre 1971 a Frascati.
Frequenta lo scolasticato teologico al Centro Giovanni XXIII di Frascati, ottenendo la licenza in teologia presso la Pontificia Università Lateranense di Roma e la specializzazione in missiologia alla Pontificia Università Gregoriana di Roma.
Il 29 giugno 1975 è ordinato presbitero, in piazza San Pietro a Roma, da papa Paolo VI.
Parte come missionario per il Madagascar nel mese di settembre 1975 ricoprendo diversi incarichi, tra cui superiore del gruppo italiano, vicesuperiore regionale della regione malgascia, responsabile del distretto missionario di Andreba, responsabile del centro catechistico nazionale della Chiesa malgascia, oltre ad altri incarichi diocesani. Cura le traduzioni in lingua malgascia dei catechismi, dei breviari, mentre sono in fase di traduzione la Bibbia di Gerusalemme e l'Evangeliario.

### Ministero episcopale
Il 24 aprile 2001 papa Giovanni Paolo II lo nomina vescovo titolare di Guardialfiera ed ausiliare di Ambatondrazaka. Il 5 agosto successivo riceve l'ordinazione episcopale dal vescovo di Ambatondrazaka Antonio Scopelliti, co-consacranti il cardinale Armand Gaétan Razafindratandra, arcivescovo metropolita di Antananarivo, e l'arcivescovo Bruno Musarò, nunzio apostolico in Madagascar.
Il 13 maggio 2006 papa Benedetto XVI lo nomina primo vescovo di Moramanga.
Il 3 marzo 2018 papa Francesco lo nomina vescovo di Farafangana; succede a Benjamin Marc Ramaroson, precedentemente nominato arcivescovo metropolita di Antsiranana. Il 12 aprile seguente prende possesso della diocesi.
Il 31 ottobre 2024 lo stesso papa accetta la sua rinuncia, presentata per raggiunti limiti di età, al governo pastorale della diocesi di Farafangana; gli succede Marcellin Randriamamonjy, fino ad allora vescovo di Fenoarivo Atsinanana.

## Genealogia episcopale
La genealogia episcopale è:
- Cardinale Scipione Rebiba
- Cardinale Giulio Antonio Santori
- Cardinale Girolamo Bernerio, O.P.
- Arcivescovo Galeazzo Sanvitale
- Cardinale Ludovico Ludovisi
- Cardinale Luigi Caetani
- Cardinale Ulderico Carpegna
- Cardinale Paluzzo Paluzzi Altieri degli Albertoni
- Papa Benedetto XIII
- Papa Benedetto XIV
- Papa Clemente XIII
- Cardinale Giovanni Carlo Boschi
- Cardinale Bartolomeo Pacca
- Papa Gregorio XVI
- Cardinale Castruccio Castracane degli Antelminelli
- Cardinale Paul Cullen
- Arcivescovo Joseph Dixon
- Arcivescovo Daniel McGettigan
- Cardinale Michael Logue
- Cardinale Patrick Joseph O'Donnell
- Vescovo John Gerald Neville, C.S.Sp.
- Vescovo Auguste Julien Pierre Fortineau, C.S.Sp.
- Arcivescovo Jean Wolff, C.S.Sp.
- Vescovo Francesco Vòllaro, O.SS.T.
- Vescovo Antonio Scopelliti, O.SS.T.
- Vescovo Gaetano Di Pierro, S.C.I.